# Tomaspis walkeri
Tomaspis walkeri är en insektsart som beskrevs av Victor Lallemand 1912. Tomaspis walkeri ingår i släktet Tomaspis och familjen spottstritar. Inga underarter finns listade i Catalogue of Life.